# Tokijský technologický institut

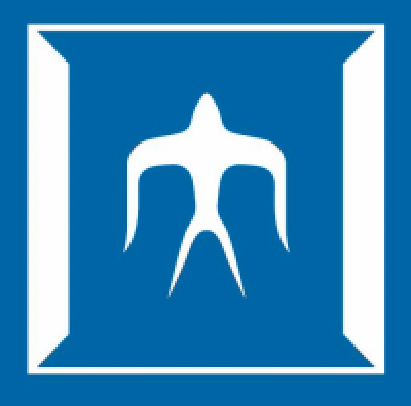
Logo Tokyo Tech

Tokijský technologický institut (anglicky Tokyo Institute of Technology, krátce Tokyo Tech; japonsky 東京工業大学, Tókjó Kógjó Daigaku, krátce Tokodai), je japonská výzkumná univerzita založená v roce 1881 s hlavním kampusem v Tokiu. Tokyo Tech je největší univerzitní institucí v Japonsku zaměřenou na vědu a technologie a jednou z nejprestižnějších univerzit v Japonsku a na světě.
Hlavní kampus Tokyo Tech se nachází v Óokajamě na rozhraní čtvrtí Meguro a Óta, s hlavním vchodem směřujícím ke stanici Óokajama. Jiné školní areály jsou lokalizovány v Suzukakedai a Tamači. Tokio Tech je organizováno do šesti škol, v nichž je více než 40 kateder a výzkumných center. Na Tokyo Tech bylo zapsáno 4734 studentů na bakalářském studiu a 1 464 na magisterském a doktorském studiu v období 2015–2016.
Tokyo Tech je jednou z nejselektivnějších univerzit a obtížnost vstupních zkoušek je jedna z nejnáročnějších v Japonsku.

## Galerie

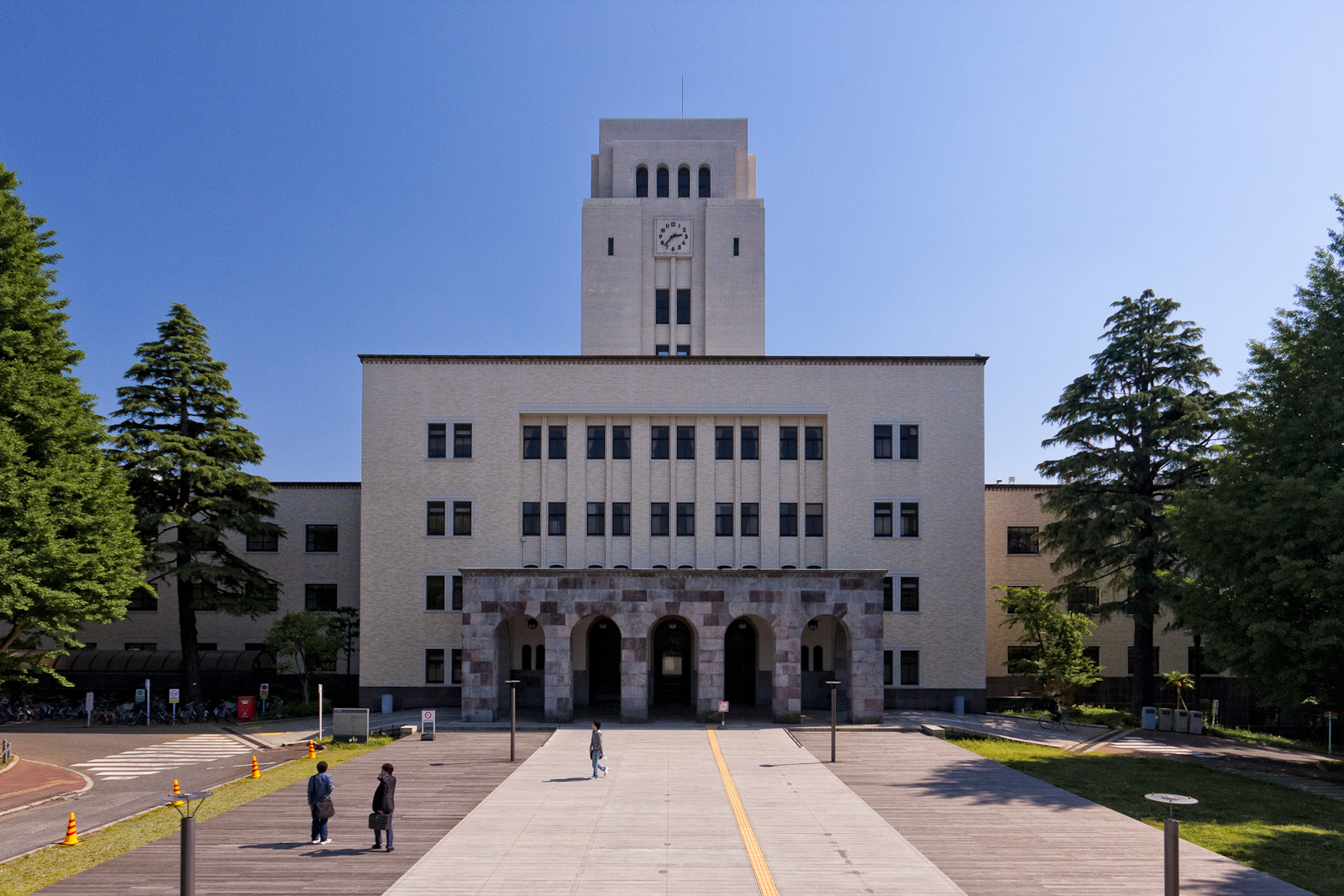
Hlavní budova
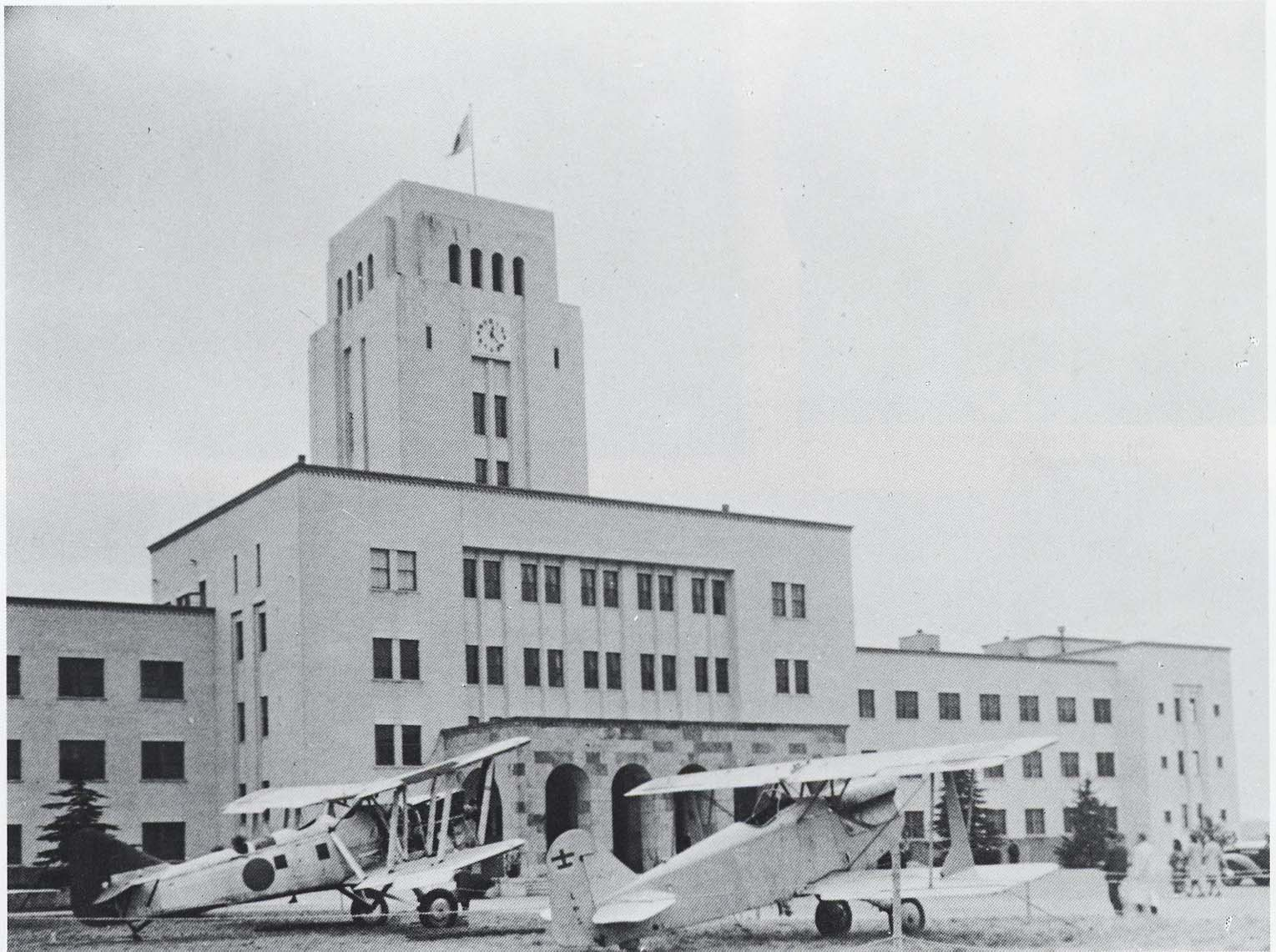
Hlavní budova v roce 1940
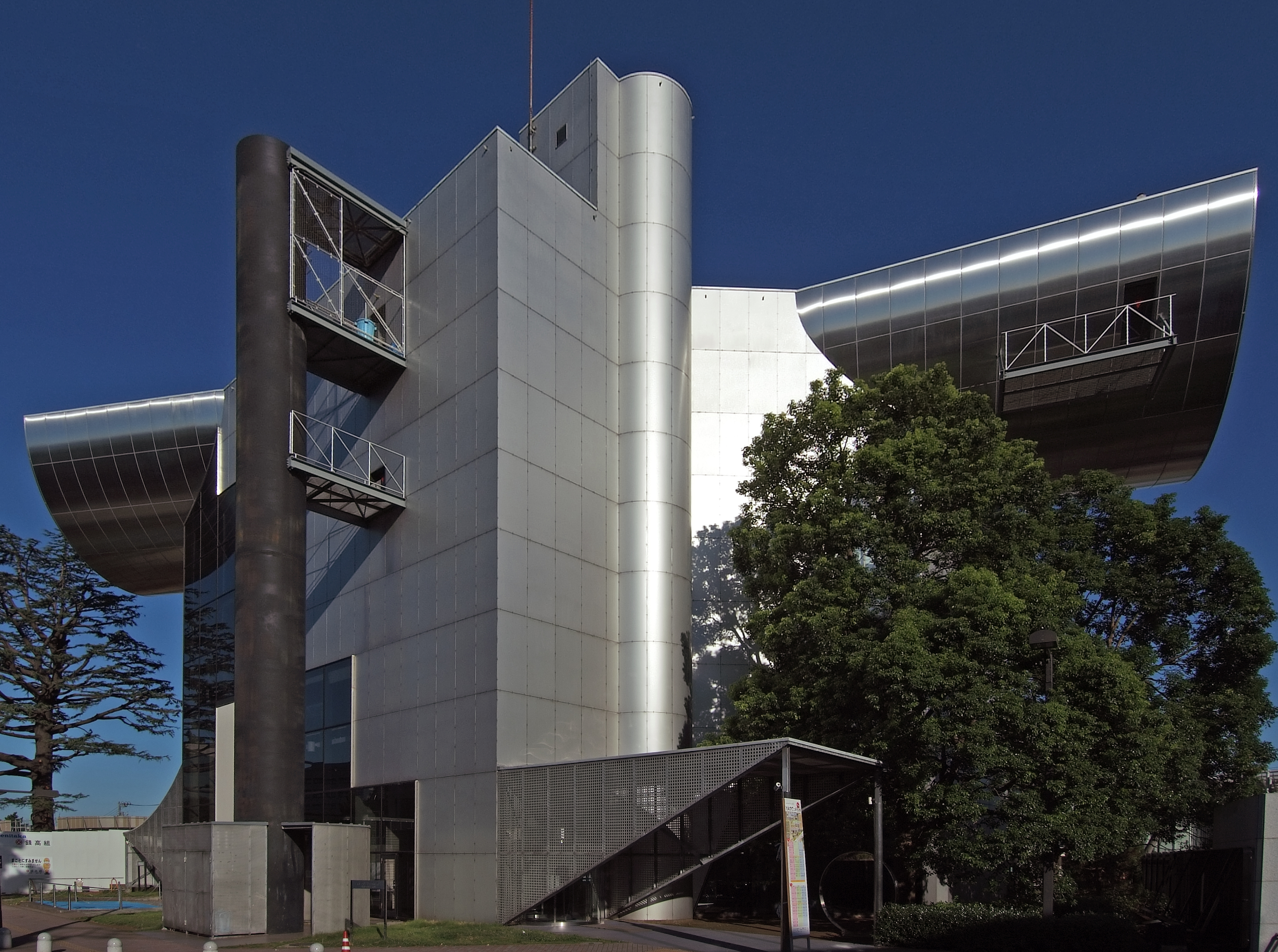
Sál stého výročí univerzity